# Antony Gauvin
Pour les articles homonymes, voir Gauvin.
Antony Gauvin est un footballeur français né le 15 novembre 1973 à Niort (Deux-Sèvres). 1,78 m pour 72 kg. Il a mis un terme à sa carrière professionnelle et évolue depuis 2008 en CFA au Vendée Fontenay Foot.
Il a notamment remporté la Coupe de France en 2002 avec le FC Lorient.

## Biographie
Antony Gauvin commence le football en club au FC Chauray avant d'être repéré par les Chamois niortais dont il intègre le centre de formation.

## Carrière

### Joueur
- 1993-1997 :  Chamois niortais (Division 2)
- 1997-1998 :  AS Saint-Étienne (Division 2)
- 1998-1999 :  OGC Nice (Division 2)
- 1999-2004 :  FC Lorient (Ligue 2 et Ligue 1 en 2001-2002)
- 2004-2007 :  Le Havre AC (Ligue 2)
- 2007-2008 :  Stade brestois (Ligue 2)
- 2008-2010 :  Fontenay-le-Comte VF (CFA[2])

### Entraîneur
- 2008-2018 :  Fontenay-le-Comte VF (CFA/National 2[2])
- Novembre 2018- :  FC Chauray (National 3 puis Régional 1)

## Palmarès
- Vainqueur de la Coupe de France en 2002 avec le FC Lorient
- Finaliste de la Coupe de la Ligue en 2002 avec le FC Lorient